# Cormoyeux-et-Romery
Ancienne commune de la Marne, la commune de Cormoyeux-et-Romery a existé jusqu'en 1905. En cette année, la commune a été supprimée au bénéfice de deux nouvelles communes créées : Cormoyeux et Romery.
Maire en 1879 Corbet.